# Silver Ring Thing
Silver Ring Thing är ett USA-baserat kyskhetsprogram som uppmuntrar unga vuxna att förbli i celibat tills de gifter sig.
Den grundar sig på konservativ kristen teologi, och finansierades tidigare av den amerikanska staten. Rörelsen, SRT, använder sig av rockkonsertliknande möten för att försöka tilltala   2000-talets tonåringar. De innehåller dansmusik, klubbliknade ljud- och ljussättning, musikvideor, sketcher och ljud med trosbaserade avhållsamhetsbudskap. Under mötena ingår deltagarna ett kyskhetslöfte tills de gifter sig genom att köpa ringar som de vanligtvis bär på vänsterhandens ringfinger. Ringarna är graverade med verser ur Bibeln, från Första Thessalonikerbrevet 4:3-4 Detta är Guds vilja: att ni skall bli heliga. Ni skall avhålla er från all otukt. Var och en skall lära sig att hålla sin kropp i helgd och ära. 
Silver Ring Thing grundades 1995 av Denny Pattyn, en evangelikalkristen ungdomspastor från Yuma, Arizona, för att bekämpa ökningen av könssjukdomar och tonårsgraviditeter, samt för att skydda ungdomarna från vad grundarna såg som den amerikanska kulturens ohälsosamma besatthet av sex, vilket enligt Pattyn, var en bieffekt av "1960-talets sexuella revolutions promiskuitet". 
Enligt en undersökning av forskare på Oxfords universitet, där man undersökt enkäter från 15 000 amerikanska ungdomar, att kyskhetslöftet inte har någon märkbar effekt på varken tonårsgraviditeter, sexdebut eller spridningen av könssjukdomar. En annan undersökning visade till och med att SRT-anhängarna i högre grad fick könssjukdomar och oftare blev gravida i tonåren.